# Ahmad Zia Masúd
Ahmad Zia Masúd (* 1. května 1956, Ghazní, Afghánistán) je afghánský politik. V letech 2004 až 2009 byl viceprezidentem země (v době úřadování prezidenta Hámida Karzaje). V těchto letech dvakrát unikl smrti, když v jeho blízkosti došlo k bombovým atentátům.
V roce 2001 byl velvyslancem země v Ruské federaci, v roce 2004 přibyla do jeho působnosti Arménie, Bělorusko a Moldavsko.
Jeho starším bratrem byl legendární velitel Ahmad Šáh Masúd, jeho synovcem je Ahmad Masúd. Jeho tchánem byl bývalý afghánský prezident Burhánuddín Rabbání.